# Wieliczajewskoje
Wieliczajewskoje (ros. Величаевское) – wieś w Rosji, w Kraju Stawropolskim, w rejonie lewokumskim. W 2010 liczyła 5204 mieszkańców.